# Ronny Van Holen
Ronny Van Holen (* 9. März 1959 in Aalst) ist ein ehemaliger belgischer Radrennfahrer.
Van Holen wurde 1977 Straßenweltmeister der Junioren. Er startete für die belgische Nationalmannschaft 1979 im Grand Prix Guillaume Tell und belegte den 8. Platz. Nach drei Jahren bei den Amateuren wurde er 1981 Profi. Sein größter Erfolg bei den Berufsfahrern war sein Sieg beim Omloop Het Volk 1988. Zu seinen weiteren Siegen zählten der Grand Prix Jef Scherens 1984 und 1987. Beim Halbklassiker Amstel Gold Race wurde Dritter 1986. Nach Ablauf der Saison 1992 beendete er seine Sportkarriere.

## Erfolge
1977
- Straßenweltmeister (Junioren)

1982
- eine Etappe Deutschland-Rundfahrt
- GP Pino Cerami

1984
- Pfeil von Brabant
- eine Etappe Katalanische Woche
- GP Jef Scherens

1985
- Kustpijl
- Omloop van West-Brabant

1986
- Binche–Chimay–Binche

1987
- GP Jef Scherens

1988
- Omloop Het Volk